# Giovanni Bertoldi
Giovanni Bertoldi, in lat. Johannes Bertholdus de Serravalle, conosciuto anche come Giovanni de Bertoldi o Giovanni da Serravalle (Serravalle, 1350 o 1360 – Fano, 15 febbraio 1445), è stato un vescovo cattolico e teologo italiano che tradusse in latino la Divina Commedia di Dante nel 1416.

## Biografia
Nato a Serravalle nel decennio compreso fra il 1350 ed il 1360 - il castello era possedimento malatestiano e oggi si trova nella Repubblica di San Marino -, a sedici anni entrò a far parte dell'Ordine Francescano. Si laureò all'Università di Pavia e poi all'Università di Bologna.
Nel 1405 venne nominato Ministro provinciale delle Marche. Grande amico dei Malatesta di Rimini, tra il 1409 e il 1410 passò per Ravenna, a visitare i luoghi danteschi. Nel 1410 il papa Gregorio XII lo nominò vescovo di Fermo. Dal 1414 al 1418 partecipò al Concilio di Costanza: il 18 giugno 1416 qui tenne un'orazione assai eloquente (Caro mea vere est cibus), applaudita da tutti i partecipanti, in cui si propugnano solidi concetti di riforma ecclesiastica. In questa circostanza vide la luce l'opera più nota di questo frate francescano: la prima versione latina della Divina Commedia, accompagnata da un commento, sempre in latino.
Morì a Fano il 15 febbraio 1445 a 85 o 95 anni d'età. È ricordato con una targa nelle scuola e una piazza nel castello sammarinese di Serravalle.

## Opere
Agli inizi del 1416, il Concilio di Costanza conobbe una lunga pausa nei suoi lavori. Amedeo di Saluzzo, cardinale diacono di Santa Maria Nuova (ora Santa Francesca Romana), e gli ecclesiastici inglesi Niccolò di Budwich e Roberto Halam chiesero al Bertoldi una traduzione in latino della Divina Commedia, per diffondere i valori religiosi e morali dell'opera tra i fedeli. In soli cinque mesi (da gennaio a maggio del 1416) portò a termine la traduzione della Divina Commedia, mentre da febbraio 1416 a gennaio 1417 completò il commento alla Commedia. Il tutto, dimorando a Costanza, senza un grande supporto di libri, fidandosi della buona memoria e dei suoi studi.
Assai significativa la richiesta di una traduzione in latino della "Commedia", addirittura nel corso di un importante Concilio: segno di tempi e mentalità nuovi, aperti. Basti pensare che negli anni Trenta del Trecento la lettura del Poema dantesco venne espressamente vietata nelle scuole dei religiosi, trattandosi secondo i censori di "veleno mortifero contenuto in una coppa di raffinata fattura".
La traduzione del Serravalle è lineare, onesta, perfino un po' monotona. Ma nessuno pretendeva grandi voli o speciali exploit da un lavoro che aveva (doveva avere) il solo scopo di allargare la lettura di Dante agli studiosi di tutt'Europa.
Emerge dalla sua opera una cultura di stampo prettamente classico: ritroviamo echi di Virgilio, Aristotele, Persio, Lucano, Orazio, Giovenale, Cicerone, Seneca e Boezio. Pochi i riferimenti agli autori medievali. Indubitabile, per altro, il "debito" di Giovanni nei confronti di Benvenuto da Imola, riconosciuto lealmente (e ripetutamente) come maestro e ispiratore.
Il commento è di tipo morale-religioso, secondo le intenzioni dei committenti. Per il Bertoldi, l'intenzione di Dante "est et fuit, homines vitiosos, peccatores et in scelerum sordibus defedatos, seu deturpatos, ab ipsis vitiis et sceleribus retrahere, et reducere ipsos ad virtutes". Bertoldi cerca poi nel suo commento di spiegare i significati e i simboli legati alla narrazione dantesca, i movimenti e il percorso, la scelta di Virgilio come guida, mantenendo in tutto un tono didascalico.

## Edizioni
I codici che riportano il testo del Bertoldi sono tre e si trovano presso:
- Biblioteca Apostolica Vaticana, cod. Vat. 7566-7568 (noto come Capponiano I);
- Biblioteca del Liceo vescovile di Eger (Ungheria);
- British Museum a Londra.

È della fine dell'Ottocento l'ultima edizione: 
- Fratris Iohannis de Serravalle ordinis minorum, episcopi et principis Firmani Translatio et commentum totius libri Dantis Aldighierii, cum textu italico fratris Bartholomaei a colle eiusdem ordinis nunc primus edita, cura et studio fratrum Marcellini a Civezza et Theophili Domenichelli, Ex Off. Giachetti, Filii Et Soc., Prati 1891, XXXXVIIJ - 1236 p. - Ristampata anastaticamente in tre volumi dalla Cassa di Risparmio di San Marino, San Marino 1986.